# Bornholmmargerite
Die Bornholmmargerite (Osteospermum ecklonis, Syn.: Dimorphotheca ecklonis DC.) ist eine Pflanzenart aus der Gattung der Kapkörbchen (Osteospermum) in der Familie der Korbblütler (Asteraceae).

## Merkmale
Die Bornholmmargerite ist ein immergrüner Zwergstrauch, der Wuchshöhen von 25 bis 50 Zentimeter erreicht. Die Blätter messen 5 bis 10 × 1 bis 4 Zentimeter und sind drüsig flaumig, schmal verkehrteiförmig bis verkehrteilanzettlich und ganzrandig oder gezähnt. Die Köpfe befinden sich an 15 bis 20 Zentimeter langen Stielen und haben einen Durchmesser von 5 bis 8 Zentimeter. Die Hüllblätter sind 13 bis 16 Millimeter lang und drüsig. Die Strahlen sind oberseits weiß und unterseits rötlichblau. Die Scheibe ist dunkelblau. Die Frucht-Oberfläche ist netzig-runzlig.
Die Blütezeit reicht von April bis September.

## Vorkommen
Die Bornholmmargerite kommt in Südafrika im Südost-Kapland in Uitenhage und Humansdorp auf feuchten Rasen und in Flussbetten in Höhenlagen bis 300 Meter vor.

## Nutzung
Die Bornholmmargerite wird verbreitet als Zierpflanze in Kübeln, Sommerrabatten und Balkonkästen genutzt. Sie wird einjährig kultiviert. Es gibt zahlreiche Hybriden und Sorten, darunter aufrechte, bis zu 1,5 Meter hohe und halbniederliegende. Diese Art ist seit ungefähr 1920 in Kultur.

## Belege